# PopArt: Pet Shop Boys - The Hits
PopArt: Pet Shop Boys - The Hits é a terceira coletânea musical do duo inglês de música electrónica Pet Shop Boys, lançada a 24 de Novembro de 2003.
Trata-se de uma coletânea dos maiores sucessos da dupla, incluindo duas novas músicas, "Flamboyant" e "Miracles".
O disco atingiu o nº 19 do Top Electronic Albums.

## Faixas

### Pop (disco 1)
1. "Go West (álbum)"
2. "Suburbia"
3. "Se a Vida É (That's the Way Life Is)"
4. "What Have I Done to Deserve This?"
5. "Always on My Mind"
6. "I Wouldn't Normally Do This Kind of Thing"
7. "Home and Dry"
8. "Heart"
9. "Miracles"
10. "Love Comes Quickly"
11. "It's a Sin"
12. "Domino Dancing"
13. "Before"
14. "New York City Boy"
15. "It's Alright"
16. "Where the Streets Have No Name (I Can't Take My Eyes Off You)"
17. "A Red Letter Day"

### Art (disco 2)
1. "Left to My Own Devices"
2. "I Don't Know What You Want But I Can't Give It Any More"
3. "Flamboyant"
4. "Being Boring"
5. "Can You Forgive Her?"
6. "West End Girls"
7. "I Get Along"
8. "So Hard"
9. "Rent"
10. "Jealousy"
11. "DJ Culture"
12. "You Only Tell Me You Love Me When You're Drunk"
13. "Liberation"
14. "Paninaro '95"
15. "Opportunities (Let's Make Lots of Money)"
16. "Yesterday, When I Was Mad"
17. "Single-Bilingual"
18. "Somewhere"

### Mix (disco 3)
1. "Can You Forgive Her?" (Rollo Remix)
2. "So Hard" (David Morales Red Zone Mix)
3. "What Have I Done to Deserve This?" (Shep Pettibone Mix)
4. "West End Girls" (Sasha Mix)
5. "Miserablism" (Moby Electro Mix)
6. "Before" (Danny Tenaglia Classic Paradise Mix)
7. "I Don't Know What You Want But I Can't Give It Any More" (Peter Rauhoffer New York Mix)
8. "New York City Boy" (Lange Mix)
9. "Young Offender" (Jam and Spoon Trip-O-Matic Fairy Tale Mix)
10. "Love Comes Quickly" (Blank and Jones Mix)